# 金沢市立北鳴中学校
金沢市立北鳴中学校（かなざわしりつ ほくめいちゅうがっこう、英語: Kanazawa Municipal Hokumei Junior High School）は、石川県金沢市にある公立中学校。

## 校名の由来
開校準備に校名の選定が行われていた頃、当初は「小坂中学校」と「城北中学校」の2つの候補名が挙がっていて、なかなか折り合いが着かず、「城北小坂中学校」とする妥協案まで出て、一筋縄ではいかない状況であったところ、当時の金沢市の教育長が画家の個展で鑑賞した絵画の中に、2羽の白鷺が翼を広げ仲良く並んで飛んでいる作品があって、とても心が落ち着くものがあり、その作品名が「北に鳴く」であったのが校名の由来であると言われている。また、「北鳴」の中の「鳴（）」の字には、"（名声などが）広く伝わる"や"互いに響き合う"、"人に共感する"という意味も含められている。
なお、北鳴中学校は、創立時に分離する元となった鳴和中学校から見て、北方向の北北東寄りに位置している。

## 沿革
- 1986年（昭和61年）7月12日 - （仮称）第二鳴和中学校[注釈 2]起工式[5]。
- 1987年（昭和62年）12月21日 - 校章が決まる[6]。
- 1988年（昭和63年）
  - 1月26日 - 屋内体操場の外壁に大壁画「蓮田の蛙」を設置[6]。
  - 4月1日 - 鳴和中学校から分離して金沢市立北鳴中学校開設[6]。
- 2017年（平成29年）10月13日 - 創立30周年記念式典・記念講演会を挙行[3]。

## 通学区域
千坂小学校通学町、小坂小学校通学町（神宮寺町1番地、1番地2、1番地6、1番地8～1番地10、1番地21、1番地35～1番地85、1番地88～1番地90、神宮寺2丁目、神宮寺3丁目、鳴和2丁目2番7号～2番25号、6番2号～6番16号、7番4号～7番14号、8番5号～8番13号、10番15号～10番50号を除く。）